# Ильинки (Владимирская область)
Ильинки — деревня в Петушинском районе Владимирской области, входит в состав Петушинского сельского поселения.

## География
Деревня расположена в 14 км на северо-восток от райцентра города Петушки.

## История
В конце XIX — начале XX века деревня входила в состав Липенской волость Покровского уезда Владимирской губернии, с 1921 года — в составе Орехово-Зуевского уезда Московской губернии. В 1859 году в деревне числилось 45 дворов, в 1905 году — 54 двора, в 1926 году — 70 дворов.
По данным на 1860 год сельцо принадлежало княгине Любови Петровне Голицыной.
С 1929 года деревня входила в состав Кобяковского сельсовета Петушинского района Московской области, с 1944 года — в составе Владимирской области, с 1954 года — в составе Воспушенского сельсовета, с 2005 года — в составе Петушинского сельского поселения.

## Население
| 1859 | 1905 | 1926 | 2002 | 2010 | 2021 |
| ---- | ---- | ---- | ---- | ---- | ---- |
| 265  | ↗359 | ↘184 | ↘3   | ↗12  | ↘1   |